# Sabin Lupu
Sabin Dănuț Lupu (sinh ngày 27 tháng 10 năm 1993) là một cầu thủ bóng đá người România thi đấu ở vị trí tiền vệ cho Hermannstadt.